# Bank of America Plaza (Atlanta)
O Bank of America Plaza (Atlanta) é um dos arranha-céu mais alto do mundo, com 312 metros (1,023 ft). Edificado na cidade de Atlanta na zona de Midtown, Estados Unidos, foi concluído em 1992 com 55 andares. É também o maior edifício dos Estados Unidos, sem contar com Nova Iorque e Chicago. Quando foi concluído em 1992 tinha o nome de NationsBank Building.
É localmente conhecido pelo nome de "lápis", pois a sua forma faz relembrar um lápis e também chamado de "edificio cigarro" também pela sua forma.